# Tomapampa de Cardal
Tomapampa de Cardal es un caserío peruano ubicado en el distrito de Paimas, perteneciente a la provincia de Ayabaca del departamento de Piura, al norte del Perú. 

## Ubicación
Tomapampa de Cardal se ubica al noroeste de la provincia de Ayabaca, en el distrito de Paimas, en el departamento de Piura.

## Demografía
En 2017 Tomapampa de Cardal tenía una población de 245 habitantes.
| Gráfica de evolución demográfica de Tomapampa de Cardal entre 1993 y 2017 |
|                                                                           |
| Fuentes: Población 1993 y 2017                                            |